# 天にひびき
『天にひびき』（てんにひびき）は、やまむらはじめによる日本の漫画。『ヤングキングアワーズ』（少年画報社）にて2009年7月号から2014年10月号まで連載。単行本は全10巻。

## 概要
音楽大学を舞台とした音楽漫画。『ヤングキングアワーズ』2009年7月号・8月号では、「序曲I」・「序曲II」として、ヴァイオリンを習う主人公・久住秋央と指揮者の娘である天才少女・曽成ひびきの小学生時代の出会いが描かれた。2009年9月号からは、9年後に2人が音楽大学で再会してからの物語が描かれている。話数の表記は「第○楽章」（○内はローマ数字）。本編の後には作曲家の吉松隆による「ひびきコラム」が寄稿されている。

## あらすじ
ヴァイオリンを習う少年・久住秋央は、幼馴染みの迫田美月の父親がコンマスを務めるプロのオーケストラである、新東響オケの練習を見学する。迫田の退団公演であるにもかかわらず、指揮者の曽成維和夫とオケ演者たちとの意思の疎通は難航していた。
そんな中、練習の休憩中に姿を眩ませた維和夫に代わり、突如現れた維和夫の娘・曽成ひびきが父の代理として新東響オケを指揮し、維和夫が伝えたかった音楽をたった一度で明確に表現する。ひびきのお陰でオケの演者達は維和夫の求める演奏の形を理解し、その後の練習は順調に進行、コンサートも成功を収める。迫田は新東響オケを退団し、ドイツのオケに参入するため美月とともに渡欧。維和夫はこのコンサートを最後に音楽界から身を退いた。
9年後、秋央はヴァイオリン以外に取り柄がないからという理由から、音羽良音大のヴァイオリン科に進学していた。少年時代に目の当たりにした、ひびきの指揮による演奏を追い求めていたが、その目標が高レベルなものであったため、音楽に対する熱情を失いつつあった。ある日、秋央は先輩の外山に誘われて参加した他の科の新歓で、指揮科に例外枠で入学したひびきと再会する。

## 登場人物
久住 秋央（くずみ あきお）
主人公。音羽良（おとはら）音大ヴァイオリン科の1年生。9年前に天才少女の曽成ひびきが指揮した演奏を意識して求める中で、音楽への熱情が失われている。長年、榊にヴァイオリンを師事していたが、大学入学直前に榊が病気で倒れたため、大学では如月の下で指導を受けている。マンションで一人暮らしをし、広い部屋に住んでいるが、そこは親戚の所有する多くの楽器の物置きも兼ねている。
曽成 ひびき（そなり ひびき）
音羽良音大指揮科の1年生。須賀川の手引きで、入学定員を無視し特例で入学した。指揮者・曽成維和夫の娘。天才的な能力の持ち主で、小学生の頃、初対面のプロのオーケストラを、一度の指揮でまとめあげた経験がある。外山が秋央を誘った新歓で秋央と再会する。自分の音をイメージするために暗闇の無音の空間で1人になる必要があるが、住んでいるマンションが線路の側にあり、それができないため、秋央の部屋のバスルームを借りに来るようになる。
迫田 美月（さこだ みつき）
秋央の幼馴染み。小学生の頃、新東響オケのコンマスを務めていた父がドイツのオケに呼ばれたため、一緒に渡欧する。その際に、日本に戻ってきたら一緒にデュオをすることを秋央と約束する。ドイツのミュンヘン在住し、欧州のコンクールで賞を受賞するほどのピアニストに成長した。
曽成 維和夫（そなり いわお）
ひびきの父親で、指揮者。美月の父の退団公演で新東響オケを指揮した。練習ではオケの演者たちと息が上手く合っていなかったが、ひびきの指揮による目標の提示のお陰でコンサート本番では成功を収めた。その日を最後に音楽界から姿を消し、自らの音楽に対する挑戦をひびきに託した。
外山（とやま）
音羽良音大に通う、秋央の先輩。榊の弟子で、秋央とは、秋央が大学に入る前から親交があった。ヴァイオリンをやめ、大学では作曲科に在籍している。音楽の目的意識に迷う秋央を新歓に誘ったり、度々秋央の相談に乗ったりするなど、面倒見が良い。
梶原（かじわら）
音羽良音大指揮科の1年生。新歓で秋央と出会い、学科は異なるものの、よく交流を持つようになる。学内では女子学生と一緒にいることが多い。秋央の部屋で同じ指揮科であるひびきの、人を惹き付けるようなピアノの演奏を目の当たりにしてから、ひびきを意識するようになる。指揮者であった祖父の最終公演を観たことで、指揮者を目指すようになる。周囲へは裕福な家庭の出を装っているが、実際は父の貿易会社が潰れたため空いた時間はアルバイトに勤しむ苦学生で、格安のワンルームマンションで独り暮らしをしている。大学では磯部に指導を受ける。
波多野 深香（はたの みか）
音羽良音大ヴァイオリン科の1年生。同じ学科である秋央や南条とよく一緒にいる。ひびきの伴奏の下で練習する秋央を見学して以来、秋央やひびきを気にかけるようになる。ロシア文学研究家の祖父の影響でショスタコーヴィチやプロコフィエフなどのロシア音楽に傾倒するようになった。父親のオーディオ趣味のおかげで家庭にオーディオルームがあり、深香のヴァイオリンの練習室も兼ねている。黒が好きで、黒色の服をいつも身につけている。秋央に密かに想いを寄せている。その想いは周囲の人には非常に分かりやすく、美月からは危険視されている。
南条（なんじょう）
音羽良音大ヴァイオリン科の1年生。榊目当てで音羽良音大に入学したが、榊が病気で倒れたため、如月に師事する。しかしながら、如月の指導もまんざらではない様子。
萩原 悠理枝（はぎわら ゆりえ）
音羽良音大ピアノ科の1年生。新歓でひびきと出会い、友人となった。
柊 梨胡（ひいらぎ りこ）
音羽良音大フルート科の学生。梶原とは、親同士が親しく、幼い頃から仲が良い。実家は老舗の呉服屋。梨胡の父が、指揮者であった梶原の祖父のファンだったことが交流のきっかけとなった。梶原の家庭の事情を知る理解者。
榊（さかき）
秋央が大学入学前から師事していた、音羽良音大ヴァイオリン科の教授。脳梗塞で倒れた後、大学での指導を如月に任せて休職し、静養と生活習慣の改善のため、長野県小諸で療養している。脳梗塞の後遺症で、右手が以前のようには動かせなくなった。
如月 風花（きさらぎ ふうか）
音羽良音大ヴァイオリン科の教授。榊の弟子で、彼の後釜を任された。音羽良音大の卒業生で、当初は奏者を目指したものの腕を痛め断念した。秋央や南条を指導しているが、秋央には厳しく指導してしまう。
須賀川（すかがわ）
音羽良音大指揮科の教授。ひびきを指導している。ひびきを例外枠で入学させた。
矢野 笙子（やの しょうこ）
音羽良音大ピアノ科の教授。ひびきの指揮の授業でピアノの伴奏を担当している。一度は教職を辞めていたが、復帰。如月の音大生時代を知っており、卒業後も親交がある。以前、ハイリゲンベルクのアカデミーで美月を指導したことがある。
磯部（いそべ）
音羽良音大指揮科の教授。梶原を指導する。自分が渡欧していた間に、須賀川がひびきを例外枠で入学させたことを快く思っていない。珍しい曲や日本人の新作を好んで指揮することで、業界から評価されている。

## 書誌情報
コミックス1巻では、同じ『ヤングキングアワーズ』連載の谷川史子の『清々と』コミックス1巻と同時発売記念として、両作品の作者直筆サイン入り複製原画が応募者抽選でプレゼントされた。また表紙帯に谷川からのコメントが、巻末に谷川からの応援イラストが寄稿された。
2巻では、やまむらが『月刊サンデージェネックス』（小学館）で連載している『神様ドォルズ』コミックス第7集と同時発売記念として、両作品のキャラクターが描かれた、直筆カップリングサイン色紙等が応募者抽選でプレゼントされた。
- やまむらはじめ 『天にひびき』 少年画報社〈ヤングキングコミックス〉、全10巻
  1. 2010年1月11日発行（2009年12月28日発売）、ISBN 978-4-7859-3290-9
  2. 2010年7月31日発行（2010年7月17日発売）、ISBN 978-4-7859-3424-8
  3. 2011年2月12日発行（2011年1月29日発売）、ISBN 978-4-7859-3557-3
  4. （2011年8月30日発売）、ISBN 978-4-7859-3686-0
  5. （2012年3月30日発売）、ISBN 978-4-7859-3812-3
  6. （2012年9月29日発売）、ISBN 978-4-7859-3930-4
  7. （2013年3月30日発売）、ISBN 978-4-7859-5018-7
  8. （2013年11月30日発売）、ISBN 978-4-7859-5172-6
  9. （2014年5月30日発売）、ISBN 978-4-7859-5299-0
  10. （2014年11月29日発売）、ISBN 978-4-7859-5432-1